# 8457 Billgolisch
8457 Billgolisch eller 1981 EO8 är en asteroid i huvudbältet som upptäcktes den 1 mars 1981 av den amerikanska astronomen Schelte J. Bus vid Siding Spring-observatoriet. Den är uppkallad efter astronomen William F. Golisch.
Asteroiden har en diameter på ungefär 4 kilometer.